# Juniperus taxifolia
Juniperus taxifolia (яловець тисолистий) — вид хвойних рослин родини кипарисових.

## Поширення, екологія
Країни проживання: Японія (Нансей-шото, Огасавара-шото). Утворює сланкі чагарники близько до берега моря над припливом, на скелях або кам'янистих схилах від рівня моря до найвищої частини острова. Також росте далі від берега, на високих луках і заростях хоча, як правило, на скелястих або твердих ґрунтах. Очевидно, вид піддається сильним і вологих, солоним океанським вітрам.

## Морфологія
Це дводомні, стоячі кущі або невеликі дерева 1–3(13) м у висоту. Гілки висхідні або горизонтальні. Листки довжиною 7–14 мм, шириною 1–1,5 мм, трійчасті, шилоподібні, вершини м'які й тупі, з одною зеленою центральною жилкою і двома білими смугами на верхній поверхні, світло-зелені і трохи ребристі на нижній поверхні. Пилкові шишки еліпсоїдні, жовтувато-зелені, 3-4 мм завдовжки, шириною 2 мм, на вершині гострі. Насіннєві шишки на коротких черешках, щільно одягнені з дрібне лускате листя, кулясті, зелені, ≈ 2 мм в діаметрі. Шишки дозрівають в січні-лютому на 3 рік, ягодоподібні, кулясті, 8-9 мм в діаметрі, пурпурно-коричневі. Насіння овальне, кілевате, трикутне в поперечному перерізі, коричневе, близько 5 мм в довжину. Квіти з лютого по березень, поодинокі в пазухах пагонів попереднього року.

## Використання
На деяких великих островах (наприклад, Окінава) цей вид може бути використаний як береговий бурелом, а також культивується в садах в Японії, але рідко. В минулому використовували деревину в обмеженій мірі в житловому будівництві і як паливо. Залишається рідкістю в садівництві за межами рідних островів.

## Загрози та охорона
Ніяких конкретних загроз не було визначено для цього виду. Цей вид зустрічається в кількох ПОТ.